# Distrito electoral federal 3 de Guanajuato
El III Distrito Electoral Federal de Guanajuato es uno de los 300 Distritos Electorales en los que se encuentra dividido el territorio de México para la elección de diputados federales y uno de los 15 en los que se divide el estado de Guanajuato. Su cabecera es la ciudad de León.
El Tercer Distrito Electoral de Guanajuato está conformado por el sector noreste del municipio de León, siendo uno de los cuatro distritos en que se divide el municipio y la ciudad de León.

## Distritaciones anteriores

### Distritación 1996 - 2005
Entre 1996 y 2005 el Tercer Distrito tenía un territorio más amplio hacia el oeste, formántodo todo el sector norte del municipio de León.

## Diputados por el distrito
| Diputado | Diputado                                  | Grupo parlamentario | Legislatura     | Periodo     |
| -------- | ----------------------------------------- | ------------------- | --------------- | ----------- |
|          | José María Lozano                         |                     | III             | 1863 - 1865 |
|          | Nicolás Lemus                             |                     | IV V VI VII     | 1865 - 1868 |
|          | Juan N. Cataparo                          |                     | VIII            | 1875 - 1878 |
|          | Jacinto Rodríguez                         |                     | IX X XI         | 1878 - 1884 |
|          | Jacinto García                            |                     | XII             | 1884 - 1886 |
|          | Ramón Alcázar                             |                     | XIII            | 1886 - 1888 |
|          | Mariano Escobedo                          |                     | XIV             | 1888 - 1890 |
|          | Enrique G. Mackintosh                     |                     | XV XVI          | 1890 - 1894 |
|          | Pedro Ocampo                              |                     | XVII XVIII      | 1894 - 1898 |
|          | Cecilio Estrada                           |                     | XIX XX XXI XXII | 1898 - 1906 |
| Vacante  | Vacante                                   | Vacante             | XXIII           | 1906 - 1908 |
|          | Bonifacio Olivares                        |                     | XXIV XXV        | 1908 - 1912 |
|          | Gonzalo Ruiz                              |                     | XXVI            | 1912 - 1913 |
|          | José Natividad Macías                     |                     | Constituyente   | 1916 - 1917 |
|          | Ricardo López F.                          |                     | XXVII           | 1917 - 1918 |
|          | Juan E. Macías                            | CP                  | XXVIII          | 1918 - 1920 |
|          | Carlos Chico                              |                     | XXIX            | 1920 - 1922 |
|          | Quirino S. Trillo                         |                     | XXX             | 1922 - 1924 |
|          | Constantino Llaca                         |                     | XXXI            | 1924 - 1926 |
|          | Gustavo Caballero                         |                     | XXXII           | 1926 - 1928 |
|          | Ramón V. Santoyo                          | PRG                 | XXXIII          | 1928 - 1930 |
|          | Salvador López Moreno                     |                     | XXXIV           | 1930 - 1932 |
|          | Epigmenio Álvarez                         |                     | XXXV            | 1932 - 1934 |
|          | Mariano Leza                              |                     | XXXVI           | 1934 - 1937 |
|          | José Hernández Delgado                    |                     | XXXVII          | 1937 - 1940 |
|          | Ricardo Acosta Velasco                    |                     | XXXVIII         | 1940 - 1943 |
|          | Federico Medrano Valdivia                 |                     | XXXIX           | 1943 - 1946 |
|          | Pascual Aceves Barajas                    |                     | XL              | 1946 - 1949 |
|          | Vicente Salgado Páez                      |                     | XLI             | 1949 - 1952 |
|          | Cayetano Andrade López                    |                     | XLII            | 1952 - 1955 |
|          | Gonzalo Maldonado Cervantes               |                     | XLIII           | 1955 - 1958 |
|          | Antonio Lomelí Garduño                    |                     | XLIV            | 1958 - 1961 |
|          | Rodrigo Moreno Zermeño                    |                     | XLV             | 1961 - 1964 |
|          | Domingo Camarena López                    |                     | XLVI            | 1964 - 1967 |
|          | Andrés Sojo Anaya                         |                     | XLVII           | 1967 - 1970 |
|          | José Arturo Lozano Madrazo                |                     | XLVIII          | 1970 - 1973 |
|          | Antonio Torres Gómez                      |                     | XLIX            | 1973 - 1976 |
|          | Juan José Varela Mayorga                  |                     | L               | 1976 - 1979 |
|          | Juan Rojas Moreno                         |                     | LI              | 1979 - 1982 |
|          | Gregorio López García                     |                     | LII             | 1982 - 1985 |
|          | Héctor Hugo Varela Flores                 |                     | LIII            | 1985 - 1988 |
|          | Vicente Fox Quesada Héctor Ortiz Martínez |                     | LIV             | 1988 - 1991 |
|          | Luis Arturo Bernabé Torres Del Valle      |                     | LV              | 1991 - 1994 |
|          | Ricardo Padilla Martín                    |                     | LVI             | 1994 - 1997 |
|          | Alberto Cifuentes Negrete                 |                     | LVII            | 1997 - 2000 |
|          | Ricardo Sheffield Padilla                 |                     | LVIII           | 2000 - 2003 |
|          | Jorge Carlos Obregón Serrano              |                     | LIX             | 2003 - 2006 |
|          | Ernesto Oviedo Oviedo                     |                     | LX              | 2006 - 2009 |
|          | Guadalupe Vera Hernández                  |                     | LXI             | 2009 - 2012 |
|          | Elizabeth Vargas Martín del Campo         |                     | LXII            | 2012 - 2015 |
|          | Ricardo Sheffield Padilla                 |                     | LXIII           | 2015 - 2018 |
|          | Allan Michel León Aguirre                 | 2018                | LXIII           |             |
|          | Ángeles Ayala Díaz                        |                     | LXIV            | 2018 - 2021 |
|          | Fernando Torres Graciano                  |                     | LXV             | 2021 -      |

## Resultados electorales

### 2018
|  | 58.97 % |

|  | 9.39 % |

|  | 8.05 % |

|  | 2.15 % |

|  | 17.84 % |

|  | 0.06 % |

|  | 3.50 % |

|  | 100.00 % |

### 2009
|  | Partido Acción Nacional                        |  | Guadalupe Vera Hernández     |
|  | Partido Revolucionario Institucional           |  | Primo Quiroz Durán           |
|  | Partido de la Revolución Democrática           |  | José José Gómez Cortez       |
|  | Coalición Salvemos a México (PT, Convergencia) |  | Juan José Bulle Andrade      |
|  | Partido Verde Ecologista de México             |  | María Guadalupe Peraza López |
|  | Partido Nueva Alianza                          |  | Dante Franco Hernández       |
|  | Partido Socialdemócrata                        |  | Juan Pablo Gutiérrez Ramírez |